# Fontainebleau
Fontainebleau (af fontaine belle eau) er en by og kommune i Paris' metropolitanområde, 55 km syd-sydøst for Paris. Byen hører til departementet Seine-et-Marne og er hovedby i arrondissementet Fontainebleau. Fontainebleau er med sine 172,05 km² den største kommune i Île-de-France og er endda større end Paris. Mens selve kommunen blot har 15.942 indbyggere (1999), har byområdet, der også omfatter Avon, et indbyggertal på 36.713.
Fontainebleau er kendt for den store og naturskønne Fontainebleauskov, der er et populært udflugtsmål for parisere, og for sit historiske kongeslot Château de Fontainebleau. Byen er desuden hjemsted for INSEAD – en af verdens førende handelshøjskoler - og Mines ParisTech.
Byen har flere gange været centrum for historiske begivenheder. Det var her, at Sverige og Danmark sluttede fred i 1679 og afsluttede den Skånske Krig. Fontainebleau-ediktet, der tilbagekaldte Nantes-ediktet i 1685, blev også underskrevet her. Da Napoleon i 1814 underskrev sin erklæring om at abdicere, foregik det også her. Slottet var hovedsæde for den tyske besættelsesmagt og var 1949-1967 hovedkvarter for NATO.